# Église San Patrizio a Villa Ludovisi
L'église San Patrizio a Villa Ludovisi (en français saint Patrick à villa Ludovisi) est un lieu de culte situé via Boncompagni, dans le quartier de Ludovisi à Rome en Italie. Elle est considérée comme l'une des églises nationales de l'Irlande et est dédiée au saint Patrick d'Irlande. Cette église est le siège du titre cardinalice San Patrizio.

## Histoire
La première église sur le site est consacrée à Santa Maria de Posterula, mais elle est détruite (tout en conservant les fresques déménagées à l'église Santa Maria in Posterula) : c'est alors que l'église est construite dans le style classicisme nordique du début du XXe siècle par Aristide Leonori. Son actuel cardinal-prêtre est Thomas Christopher Collins, l'archevêque de Toronto.

L'église appartient à l'ordre des Augustins irlandais. 

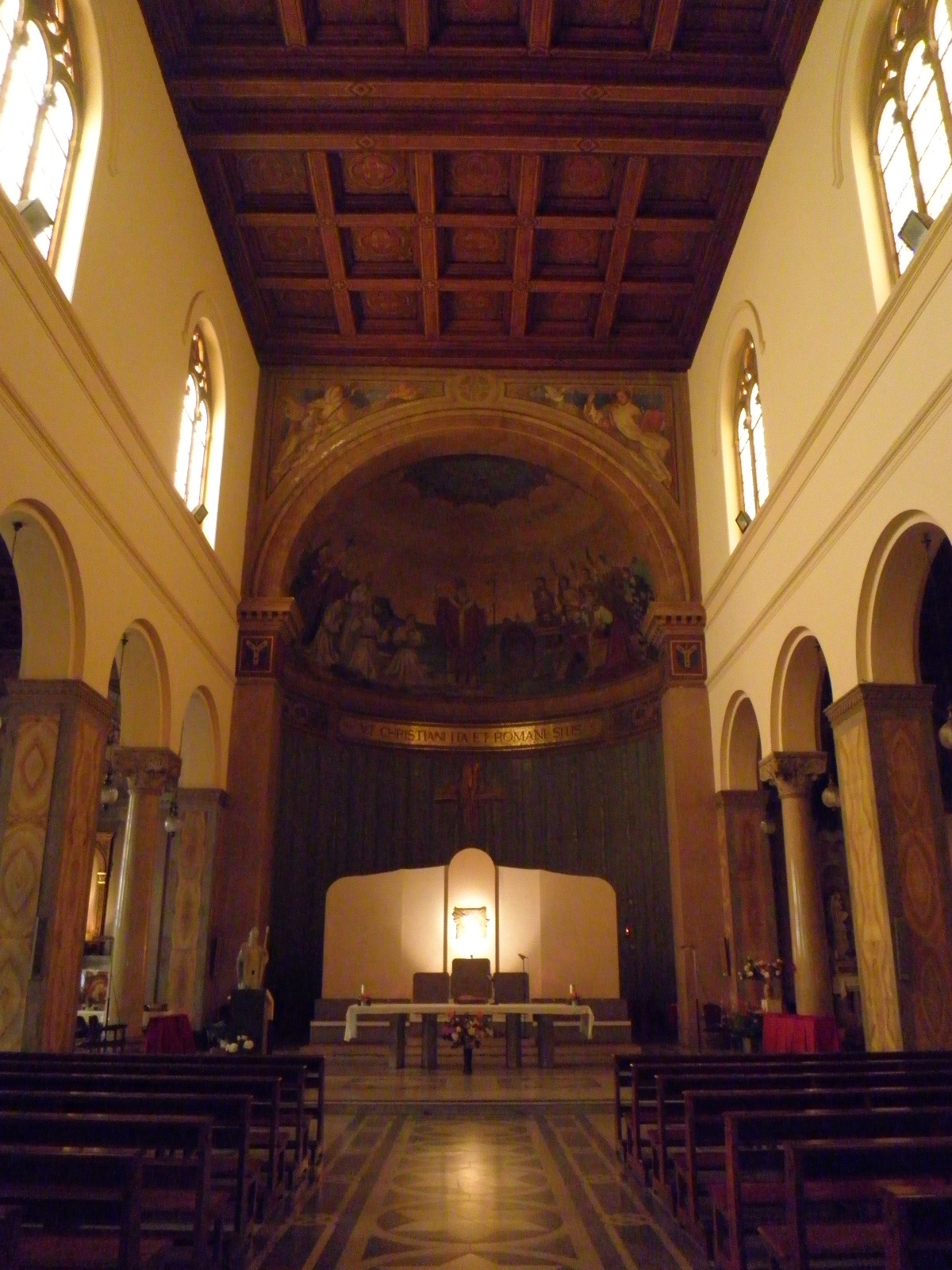
Intérieur et abside
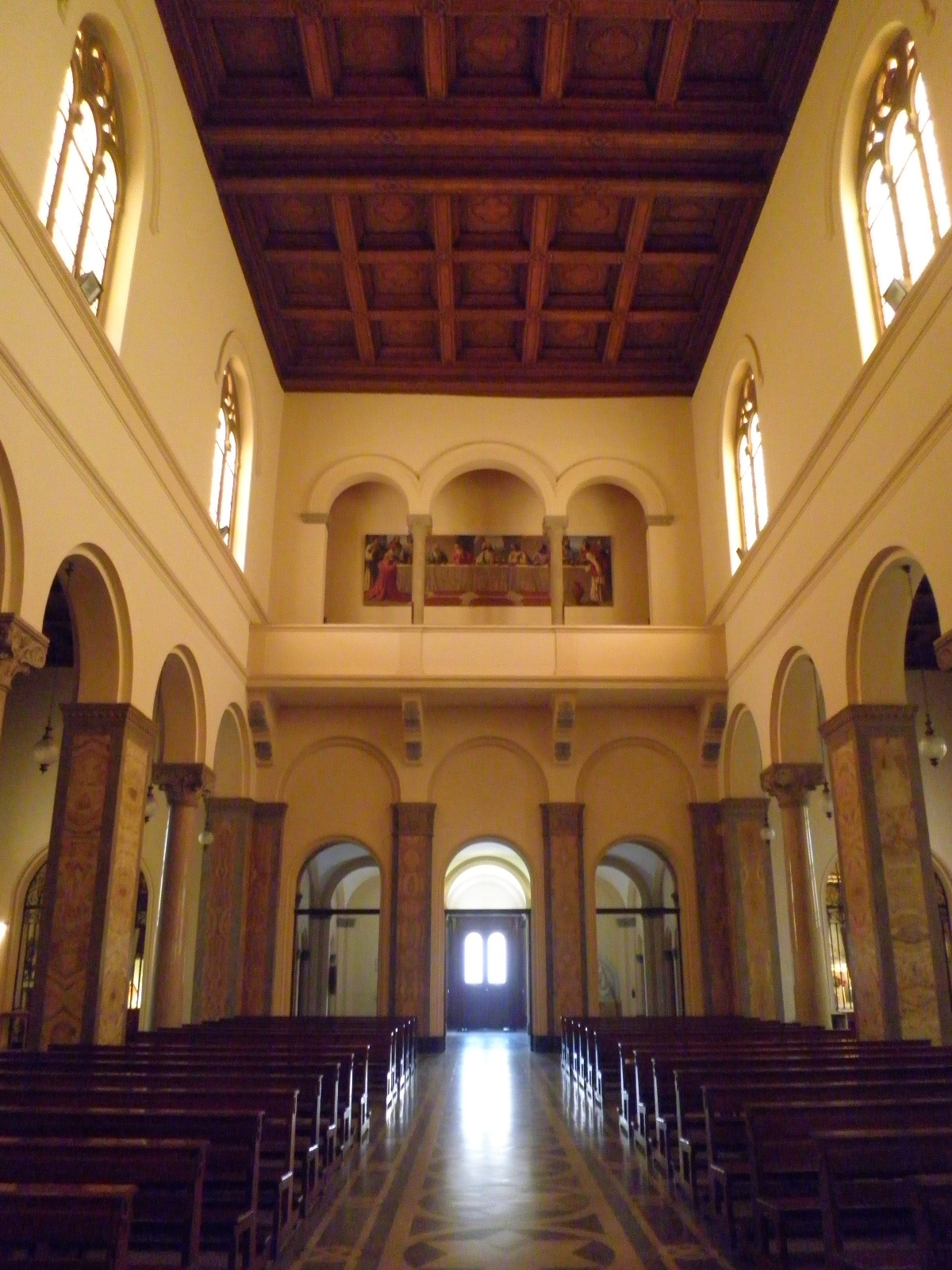
Contre façade
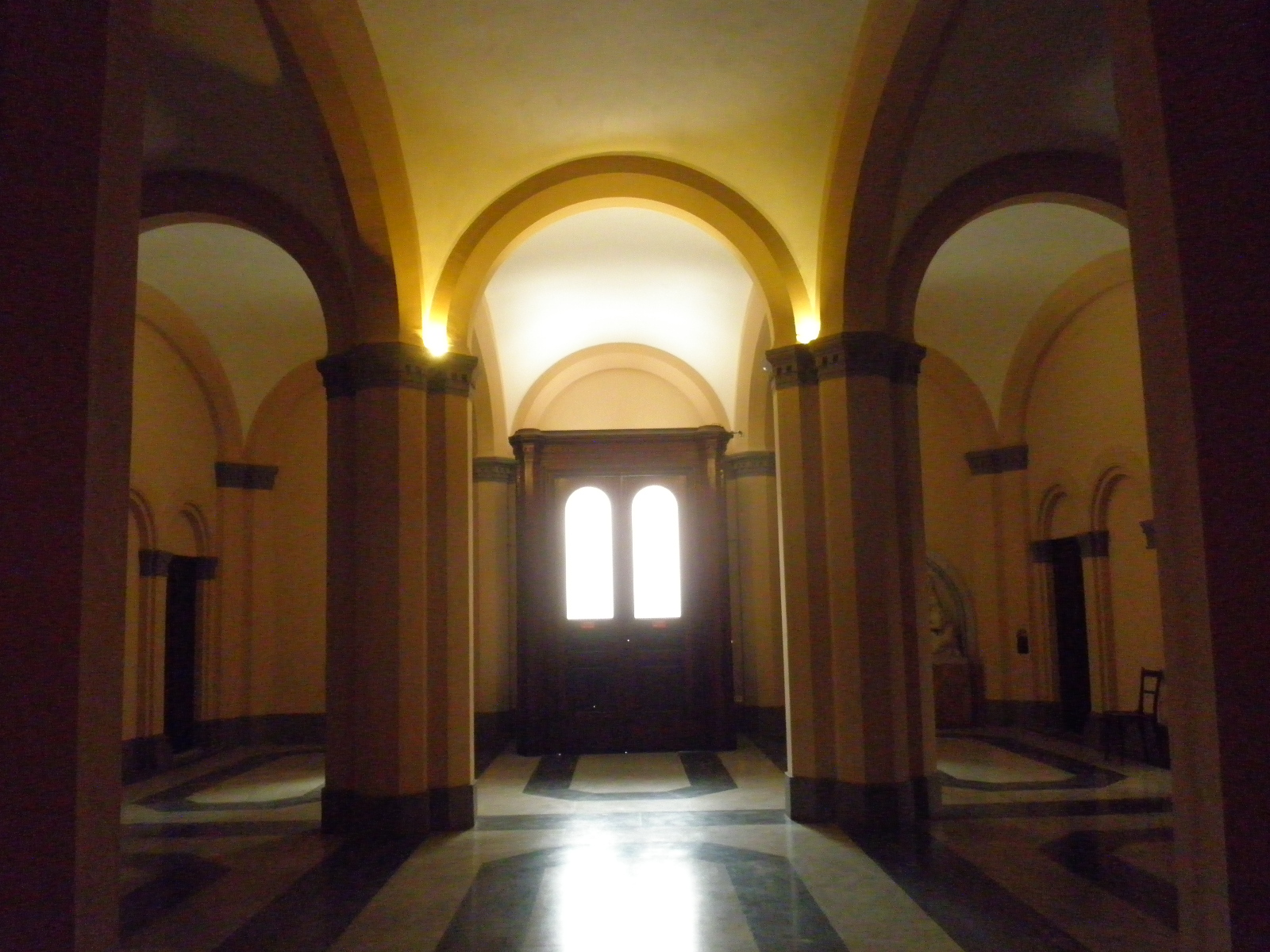
Vestibule